# 柾谷小路

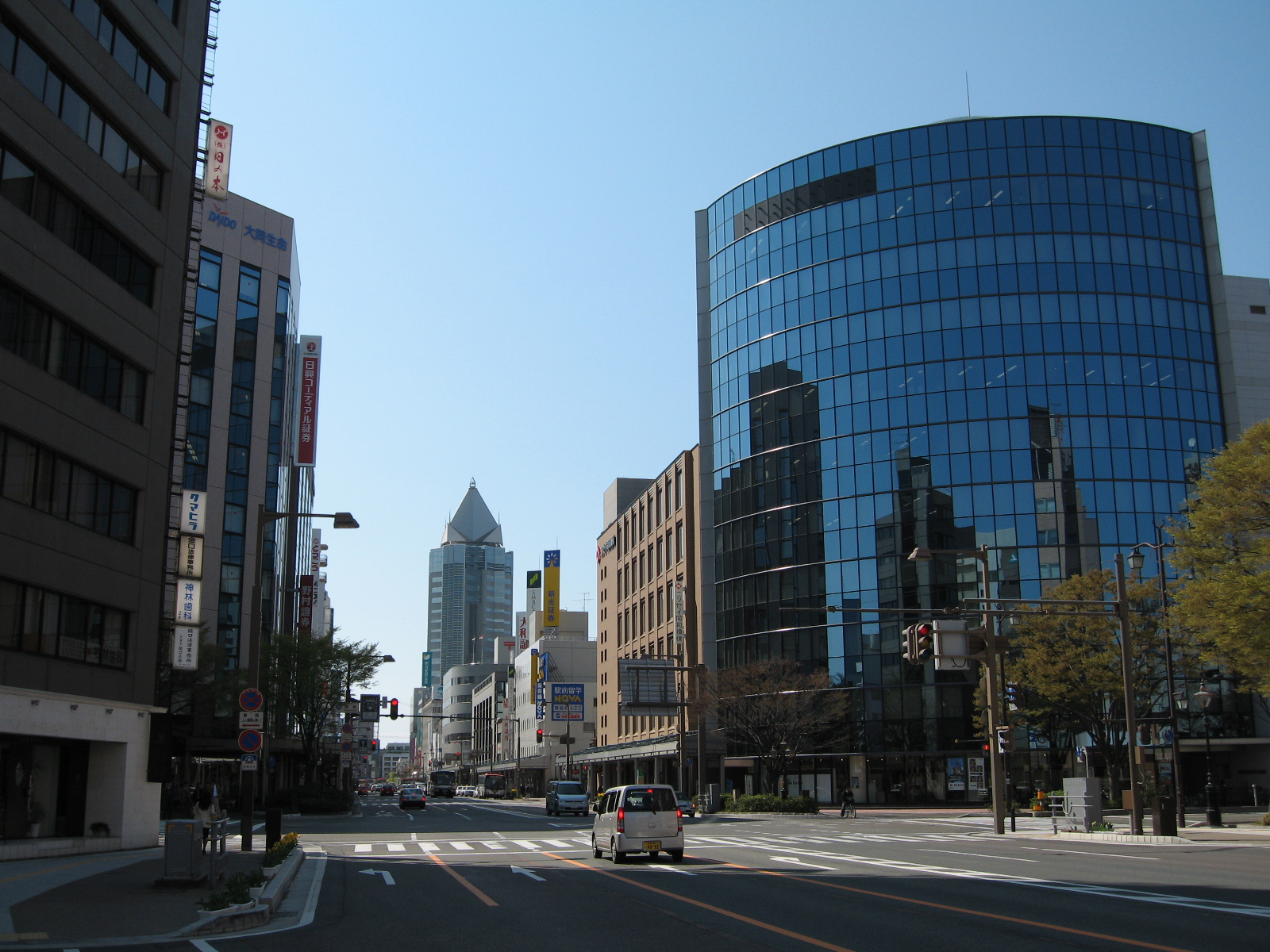
「鏡橋」交差点から見た柾谷小路
（手前は萬代橋方面、奥は古町方面）

柾谷小路（まさやこうじ）は、新潟県新潟市中央区にある道路の通称。国道7号、国道116号等の経路の一部となっている。江戸時代から続く中心市街地「古町」を貫く目抜き通りであり、新潟駅から万代シテイを経て同市街地を結ぶ「都心軸」の一部となっている。

## 概要

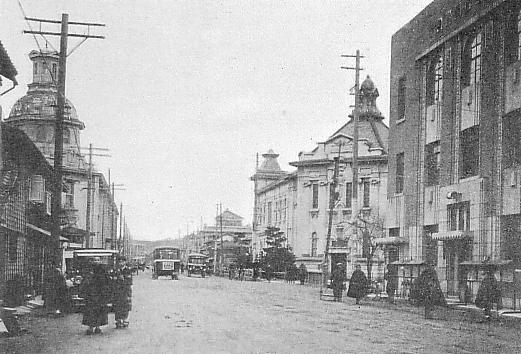
1930年頃の柾谷小路

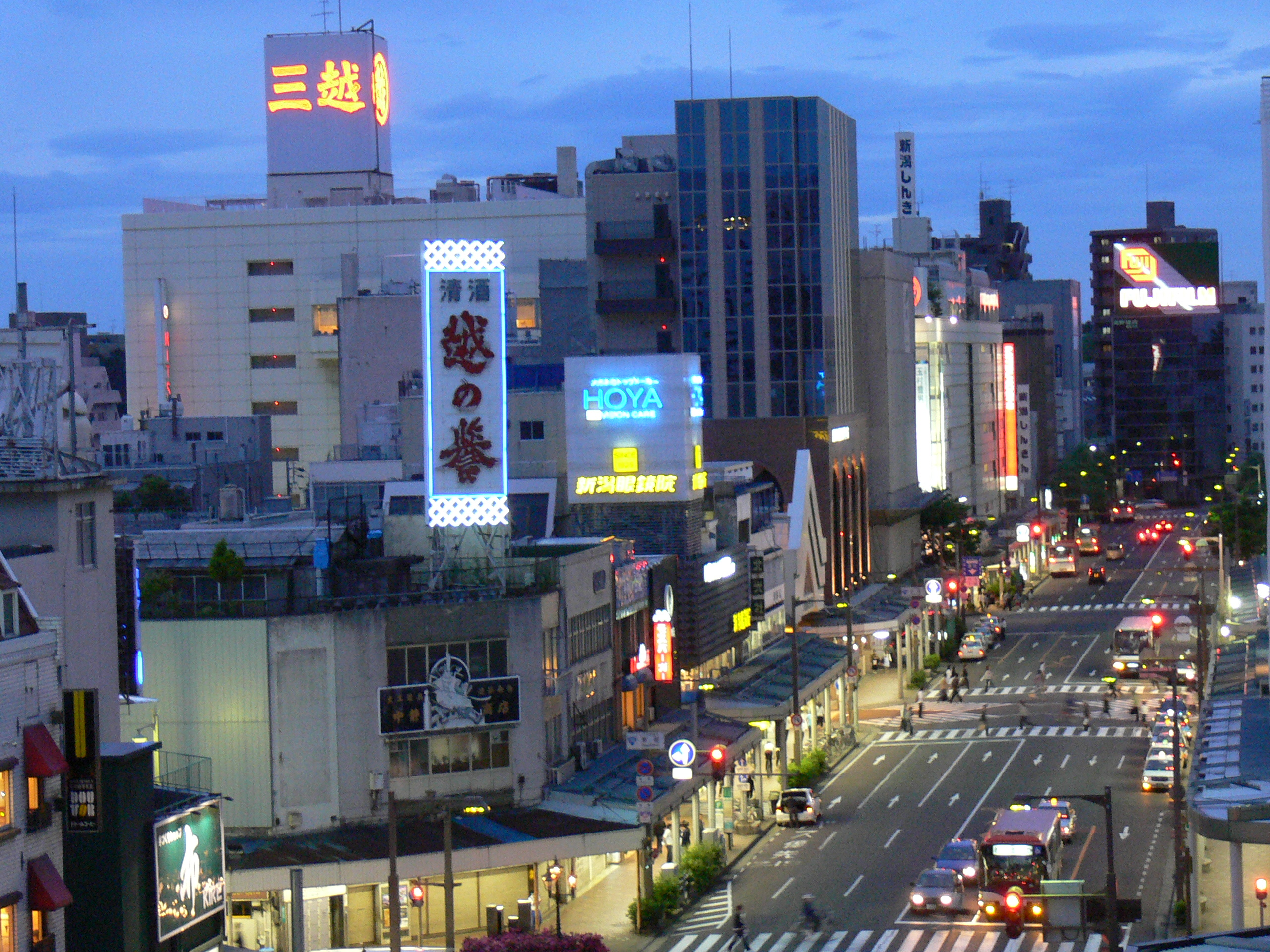
2006年頃の柾谷小路。左側は新潟三越。

江戸時代は幅約6 mであったものの、明治・昭和と拡幅が続き、現在では片側3車線の大通りとなっている。新潟駅万代口から萬代橋東詰に至る通称である東大通（ひがしおおどおり）および萬代橋通（ばんだいばしどおり）から信濃川に架かる萬代橋を介して繋がっており、古くから新潟市の中心部の通りとして栄えてきた。
明確な区間概念は存在しないが、萬代橋西詰交差点から東中通に通じる寄居町交差点までとされる。全区間が国道の区間となっている（前述の7号、116号の他、重複区間となっている路線もある）。長年萬代橋が信濃川で最も下流の橋だったこともあって渋滞に悩まされてきたが、2002年に下流側に柳都大橋や新潟みなとトンネルが相次いで開通したことにより渋滞が緩和された。新潟交通バス萬代橋ラインの経路となっており、現在でも沿線には都市機能が集積している。1980年代後半からは無電柱化など景観整備が進められた。

### 名称の由来
通りの名称は、柾屋四郎衛門（まさやしろうえもん）という商人の名前に由来する。江戸時代・享保の頃の新潟市の地図には、すでに「柾屋小路」の名が見られることから、おそらく江戸時代前期から中期頃の人物であったと思われる。

## 風景

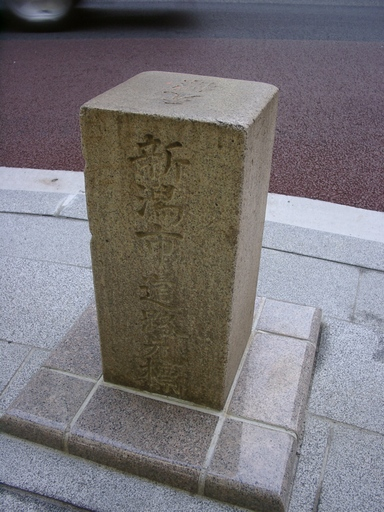
国道の起点にあたる新潟市道路元標

古町エリアの地図

新潟駅、万代シテイ方面から萬代橋を渡ると左側にホテルオークラ新潟がある。1978年に建てられた16階建てのホテルで、当時新潟市内では最も高い建造物でもあった。この場所にはかつて新潟中央警察署があったが、1970年（昭和45年）には柾谷小路突き当りの寄居町交差点奥へと移転している。反対側には美川憲一が歌った「新潟ブルース」の歌碑がある。この歌の中で萬代橋が歌われていることに由来し、1989年に新潟市制100周年を記念して建立された。
ここから下大川前通、礎町通を経て、秣川岸通との交差点である「鏡橋」に至る。鏡橋の名前が示すとおり、ここは1970年頃まで他門川という小さな川が流れていた。しかし戦後はどぶ川のような状態だったと言われている。この付近には旅館も多かったが、現在は減り続けている。鏡橋交差点の角には「ここに鏡橋ありき」の石碑があり、他門川の名前は近くの公園の名前に残されている。鏡橋交差点を下町方向（信濃川河口側）に行くと柳都大橋や新潟みなとトンネルへとつながる。2000年頃から本格化した下町の道路網整備により、周辺は拡幅された。
鏡橋交差点を過ぎると、上大川前通、本町通と交差する。このあたりは、柾谷小路から一本下手に当たる新堀通にかつて新潟証券取引所や新潟商工会議所（現：新潟商工会議所中央会館）があったためか、銀行、証券、保険会社などが立ち並び金融街の様相を呈している。また本町には古くから市民の台所と言われる「本町市場」があり、今でこそ数は少なくなったが露店が立ち並んでいる。なお、この本町交差点には新潟市の道路元標があり、国道7号、国道8号、国道113号、国道289号、国道350号の始点、国道17号、国道116号、国道402号の終点になっている。
本町通りの次に横切る通りが東堀通で、ここを過ぎると次第に賑やかになってくる。このあたりには古くからの商店が軒を連ねている。次に交差する古町通にはアーケードが設置されており、この古町交差点は終日スクランブル交差点であり、かつては新潟駅前と並び新潟市内でも有数の人通りであった。角には古くからの老舗でもある百貨店大和があったが2010年6月25日で閉店した。大和の向かいには三井住友銀行新潟北支店（旧住友銀行新潟支店）が長らくあったが、新潟駅前の新潟支店（旧さくら銀行新潟支店）に統合された。跡地は専門学校グループのNSGが買い取り、新しく専門学校が建設されている。このNSG系列の専門学校が古町界隈に増えており、学生層が多くなってきたのが近年の特徴でもある。その隣には飲食店やゲームセンターが入居する越路会館があったが、2004年末で閉鎖、解体され2006年秋、跡地に「Co-C.G.」が完成。古着屋や飲食店などが入居した。
この「Co-C.G.」の立地する交差点を横切るのが西堀通である。西堀交差点を渡った角にある百貨店は長らく小林百貨店として営業していたが、1980年に新潟三越として生まれ変わった。向かい側のNEXT21は、1989年まで当地に存在した新潟市役所移転後の再開発事業として1993年に完成した21階建ての超高層ビルである。2002年に朱鷺メッセの万代島ビルが竣工するまで、新潟市内では最も高い建造物だった。この西堀通の地下には地下街西堀ローサが1976年から2025年まで存在し、柾谷小路側にも入口があった。萬代橋ラインは旧三越前にバス停留所がある。三越は小林百貨店時代から大和と並び、長らく新潟市の2大百貨店として発展してきた。特に戦後には屋上の遊園地をめぐって買い物客が列を作る時代もあったほどである。1984年に万代シテイに新潟伊勢丹が開店し、またその後の郊外型店舗の隆盛の中で、古町界隈の停滞の影響をもろに受けている。その後も大和の閉店以降は古町に客足を戻すことは難しく、2020年3月22日に新潟三越は閉店した。
旧新潟三越からさらに進むと俗に「寺町」と言われる一帯がある。柾谷小路からはビルなどに隠れて分かりにくいが、東中通と西堀通の間には寺社が多く、32もの寺社があり「寺裏通」という地名もある。近年では寺町を見直そうという動きが広がっており、寺町を巡るツアーも催されている。この先前方右側に日本銀行新潟支店とセブン-イレブン新潟寄居町店（かつての農林中央金庫）のある交差点が寄居町交差点である。国道116号はここを左折して新潟市役所まで繋がる東中通へ続く。直進すると住宅街を経て1km程で日本海へと通じるが、実際には砂丘上の住宅地を超える坂があり、防砂林もあるため海は見渡せない。
この寄居町交差点を除き、柾谷小路は原則として午前7時から午後10時までは右折禁止である。そのため、日中右折をするにはいったん左折できる通りに入り、逆コの字型に回っていく必要がある。このため、事情を知らない県外からの観光客がタクシーに乗って「わざと遠回りした」ということも聞かれるようだ。なお柳都大橋の開通で萬代橋東詰めの万代3丁目交差点（東港線交差点）では東港線方面への右折は可能となり、また鏡橋交差点も新潟駅方面からの右折は終日可能である。

## 主要建造物など
※萬代橋から近い順に記載
- ホテルオークラ新潟
- 萬代橋ビルディング（信濃川ウォーターシャトル本社）
- 大同生命ビル
- あいおいニッセイ同和損保ビル
- 三井住友信託銀行新潟支店
- 新潟国際情報大学本町キャンパス
- 大和證券新潟支店
- 第四北越銀行本店（旧：第四銀行本店）
- 新潟中郵便局
- 丸屋本店（菓子）
- 古町ルフル（旧：新潟大和（2010年6月25日閉店））
  - 新潟市役所ふるまち庁舎
  - 大光銀行新潟支店
  - 三菱UFJ銀行新潟支店
- みずほ銀行・みずほ証券新潟支店（※正確には西堀通沿い）
- 西堀ローサ（2025年3月31日閉店）
- Co-C.G.（旧：越路会館）
- 新潟三越（2020年3月22日閉店）
- NEXT21
  - 中央区役所
  - 市民プラザ
  - 新潟県運転免許センター古町出張所
- 三井住友銀行新潟支店
- 新潟信用金庫本店